# ワンダフル・ワンダフル
「ワンダフル・ワンダフル」（Wonderful! Wonderful!) は、シャーマン・エドワーズが作曲し、ベン・ローリーが作詞したポピュラー音楽の楽曲。この楽曲は、1957年に初めて発表された。
アメリカ合衆国では、ジョニー・マティスによる録音が、『ビルボード』誌のチャートで14位まで上昇した。

## おもなカバー
- イギリスでは、ロニー・ヒルトン（英語版）のバージョンが、全英シングルチャートの27位まで上昇した[4]。
- 1963年、ザ・タイムスがこの曲をカバーし、R&Bチャートで23位、Billboard Hot 100で7位まで上昇した[5]。
- この曲は、ローレンス・ウェルク（英語版）の1963年のアルバムのタイトル・トラックとなった[6]。
- ザ・スプリームスは、1966年にリリースしたアルバム『'I Hear A Symphony』 に、この曲を収録した[7]。
- インディー・ロックのバンド、セバドー（英語版）は、1991年のアルバム『Sebadoh III』にこの曲を収録した[8]。
- ソニー・ロリンズは、アルバム『ニュークス・タイム (Newk's Time)」にこの曲を収録した[9]。
- テレビドラマ『X-ファイル』は、シーズン4のエピソード「ホーム (Home)」で、この曲を用いている。
- テレビドラマ『デスパレートな妻たち』は、シーズン8のエピソード「晴れやかな妻たち」のクライマックスで、この曲を用いている。